# Зозуля-довгохвіст темна
Зозуля-довгохвіст темна (Cercococcyx mechowi) — вид зозулеподібних птахів родини зозулевих (Cuculidae). Мешкає в Західній і Центральній Африці. Вид названий на честь Фрідріха Вільгельма Александера фон Мехова, німецького мандрівника і дослідника Африки.

## Таксономія
Деякі дослідники, беручи до уваги помітну різницю в пісні західних і східних популяцій темної зозулі-довгохвоста, пропонують виділити західноафриканські популяції в окремий вид Cercococcyx lemaireae. Необхідні подальші дослідження, зокрема генетичні.

## Опис
Довжина патаха становить 33 см, вага 50–61. Голова і верхня частина тіла темно-коричневі з попелясто-сірим відтінком та з синьо-чорним відблиском. Крила темно-коричневі, поцятковані охристими і білими плямами. Нижня частина тіла, поцяткована бурими смужками, нижня частина живота охриста. Хвіст довгий, східчастий. Очі темно-карі, дзьоб зеленувато-чорний, лапи жовті. Виду не притаманний статевий диморфізм. У молодих птахів горло чорнувате, верхня частина тіла поцятковані рудими смужками.

## Поширення і екологія
Темні зозулі-довгохвости поширені в Сьєрра-Леоне, Гвінеї, Ліберії, Кот-д'Івуарі, Гані, Того, Нігерії, Камеруні, Центральноафриканській Республіці, Республіці Конго, Демократичній Республіці Конго, Уганді, Руанді, Бурунді, Габоні, Анголі і Танзанії. Вони живуть у вологих рівнинних тропічних лісах. Живляться мурахами, жуками, гусінню, павуками, равликами і насінням. Темні зозулі-довгохвости є гніздовими паразитами. Вони підкладають яйця в гнізда різних видів птахів, зокрема західних монархів, вохристих тимелій і лісових колораток.